# PIPE-Transaktionen
Dieser Artikel wurde aufgrund inhaltlicher und/oder formaler Mängel auf der Qualitätssicherungsseite des Portals Wirtschaft eingetragen. 
Du kannst helfen, indem du die dort genannten Mängel beseitigst oder dich an der Diskussion beteiligst.
PIPE-Transaktionen (Private Investment in Public Equity) kommen aus der amerikanischen Börsenpraxis. Es handelt sich um eine Kapitalerhöhung unter Ausschluss des Bezugsrechtes.
Mit PIPE-Transaktionen sind Transaktionen von Aktien oder Wandelschuldverschreibungen von börsennotierten Aktiengesellschaften gemeint, die nicht über die Börse zum Handel angeboten werden, sondern bei denen sich die Gesellschaft an einen beschränkten Kreis von Investoren wendet.
Vorteile von PIPE-Transaktionen gegenüber gewöhnlichen Maßnahmen zur Eigenkapitalbeschaffung können die Schnelligkeit und Flexibilität in der Abstimmung mit dem potentiellen Investor sowie die Sicherheit im Platzierungsvolumen sein. 